# Премія НАН України імені С. Я. Брауде
Премія НАН України імені Семена Яковича Брауде — премія, встановлена НАН України за видатні наукові роботи в галузі радіофізики і радіоастрономії.
Премію засновано 2007 року та названо на честь видатного українського радіофізика і радіоастронома, академіка АН УРСР, засновника радіоокеанографії та декаметрової радіоастрономії Семена Яковича Брауде.
Премію імені С. Я. Брауде присуджує Відділення фізики і астрономії НАН України щотри роки.
Перша премія імені С. Я. Брауде була присуджена за підсумками конкурсу 2007 р. 6 лютого 2008 року.
2009 р. розмір премії становив 6000 грн.

## Лауреати премії
| Рік  | Премійовані роботи | Лауреати                            | Коротко про лауреата |
| ---- | --- | ----------------------------------- | --- |
| 2007 | цикл робіт «Нові напрями радіоастрономічних досліджень»                                                                                    | Коноваленко Олександр Олександрович | академік НАН України, заступник директора Радіоастрономічного інституту НАН України |
| 2007 | цикл робіт «Нові напрями радіоастрономічних досліджень»                                                                                    | Литвиненко Леонід Миколайович       | академік НАН України, директор Радіоастрономічного інституту НАН України |
| 2007 | цикл робіт «Нові напрями радіоастрономічних досліджень»                                                                                    | Мень Анатолій Володимирович         | член-кореспондент НАН України, старший науковий співробітник Радіоастрономічного інституту НАН України                                                                                                |
| 2010 | за цикл робіт «Статистичний аналіз поширення електромагнітних хвиль у випадково-неоднорідних середовищах»                                  | Вакулік Віктор Григорович           | старший науковий співробітник Науково-дослідного інституту астрономії Харківського національного університету ім. В. Н. Каразіна                                                                      |
| 2010 | за цикл робіт «Статистичний аналіз поширення електромагнітних хвиль у випадково-неоднорідних середовищах»                                  | Мінаков Анатолій Олексійович        | доктор фізико-математичних наук, завідувач відділу Радіоастрономічного інституту НАН України |
| 2010 | за цикл робіт «Статистичний аналіз поширення електромагнітних хвиль у випадково-неоднорідних середовищах»                                  | Тирнов Олег Федорович               | кандидат фізико-математичних наук, завідувач кафедри Харківського національного університету ім. В. Н. Каразіна                                                                                       |
| 2013 | за цикл робіт «Електромагнітні властивості нових магнітоактивних метаматеріалів у міліметровому діапазоні хвиль»                           | Тарапов Сергій Іванович             | доктор фізико-математичних наук, завідувач відділу Інституту радіофізики та електроніки імені О. Я. Усикова НАН України                                                                               |
| 2013 | за цикл робіт «Електромагнітні властивості нових магнітоактивних метаматеріалів у міліметровому діапазоні хвиль»                           | Погорілий Анатолій Миколайович      | член-кореспондент НАН України, завідувач відділу Інституту магнетизму НАН України |
| 2013 | за цикл робіт «Електромагнітні властивості нових магнітоактивних метаматеріалів у міліметровому діапазоні хвиль»                           | Білозоров Дмитро Павлович           | кандидат фізико-математичних наук, старший науковий співробітник Інституту теоретичної фізики імені О. І. Ахієзера Національного наукового центру «Харківський фізико-технічний інститут» НАН України |
| 2016 | за відкриття радіовипромінювання від блискавок на Сатурні та від космічних атомів вуглецю у станах з головним квантовим числом більше 1000 | Захаренко Вячеслав Володимирович    | доктор фізико-математичних наук, провідний науковий співробітник Радіоастрономічного інституту НАН України                                                                                            |
| 2016 | за відкриття радіовипромінювання від блискавок на Сатурні та від космічних атомів вуглецю у станах з головним квантовим числом більше 1000 | Ульянов Олег Михайлович             | кандидат фізико-математичних наук, старший науковий співробітник Радіоастрономічного інституту НАН України                                                                                            |
| 2016 | за відкриття радіовипромінювання від блискавок на Сатурні та від космічних атомів вуглецю у станах з головним квантовим числом більше 1000 | Степкін Сергій Васильович           | науковий співробітник Радіоастрономічного інституту НАН України |
| 2019 | за розвиток теорії хвильових процесів у складних магнітодіелектричних середовищах та її застосування для опису резонансного розсіяння      | Ваврів Дмитро Михайлович            | член-кореспондент НАН України, заступник директора Радіоастрономічного інституту НАН України |
| 2019 | за розвиток теорії хвильових процесів у складних магнітодіелектричних середовищах та її застосування для опису резонансного розсіяння      | Мележик Петро Миколайович           | академік НАН України, директор Інституту радіофізики та електроніки ім. О. Я. Усикова НАН України |
| 2019 | за розвиток теорії хвильових процесів у складних магнітодіелектричних середовищах та її застосування для опису резонансного розсіяння      | Просвірнін Сергій Леонідович        | доктор фізико-математичних наук, завідувач відділу Радіоастрономічного інституту НАН України |